# 特佩萨拉 (市镇)

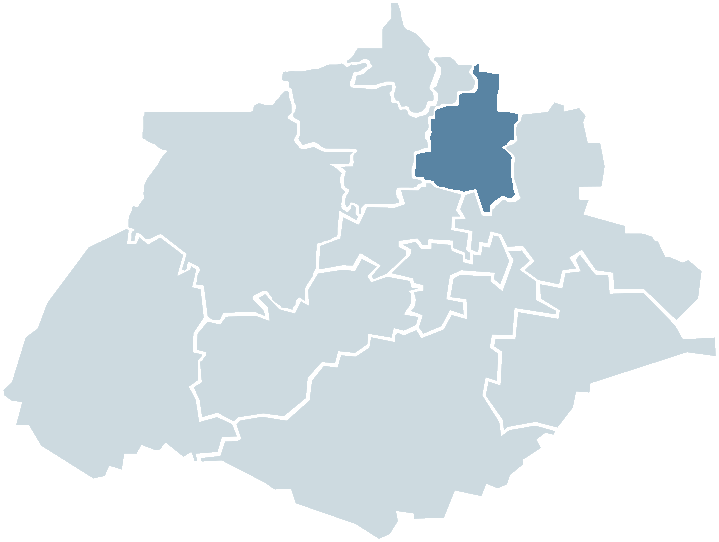
特佩萨拉市镇所在位置

特佩萨拉市镇（西班牙語：Municipio de Tepezalá），是墨西哥阿瓜斯卡连特斯州的一个市镇。该地总面积228 km2 (88 sq mi)，总人口16,508(2000)。所在经纬度约为22°13′N 102°10′W 。行政中心位于特佩萨拉镇。该地位于该州东部山脉脚下，矿产资源丰富。